# ヒュアキントス

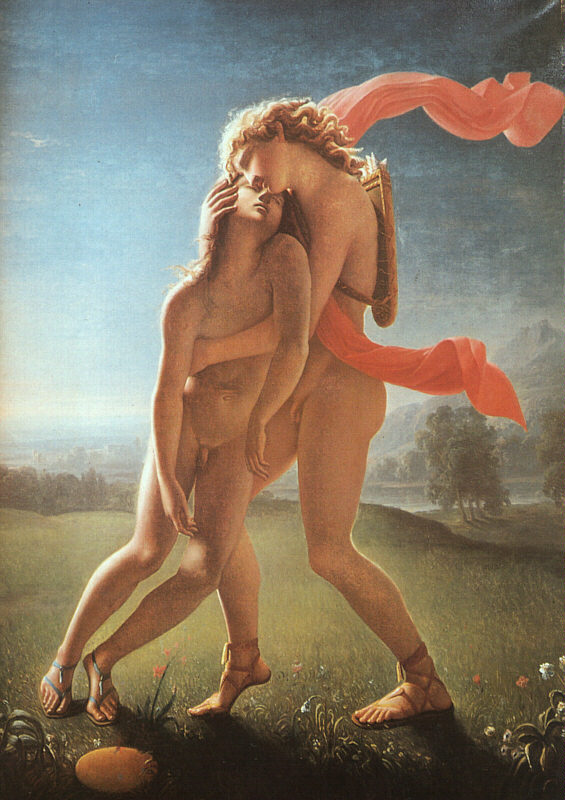
ジャン・ブロックの1801年の絵画『ヒュアキントスの死』。ポワティエ、サントクロワ美術館所蔵。

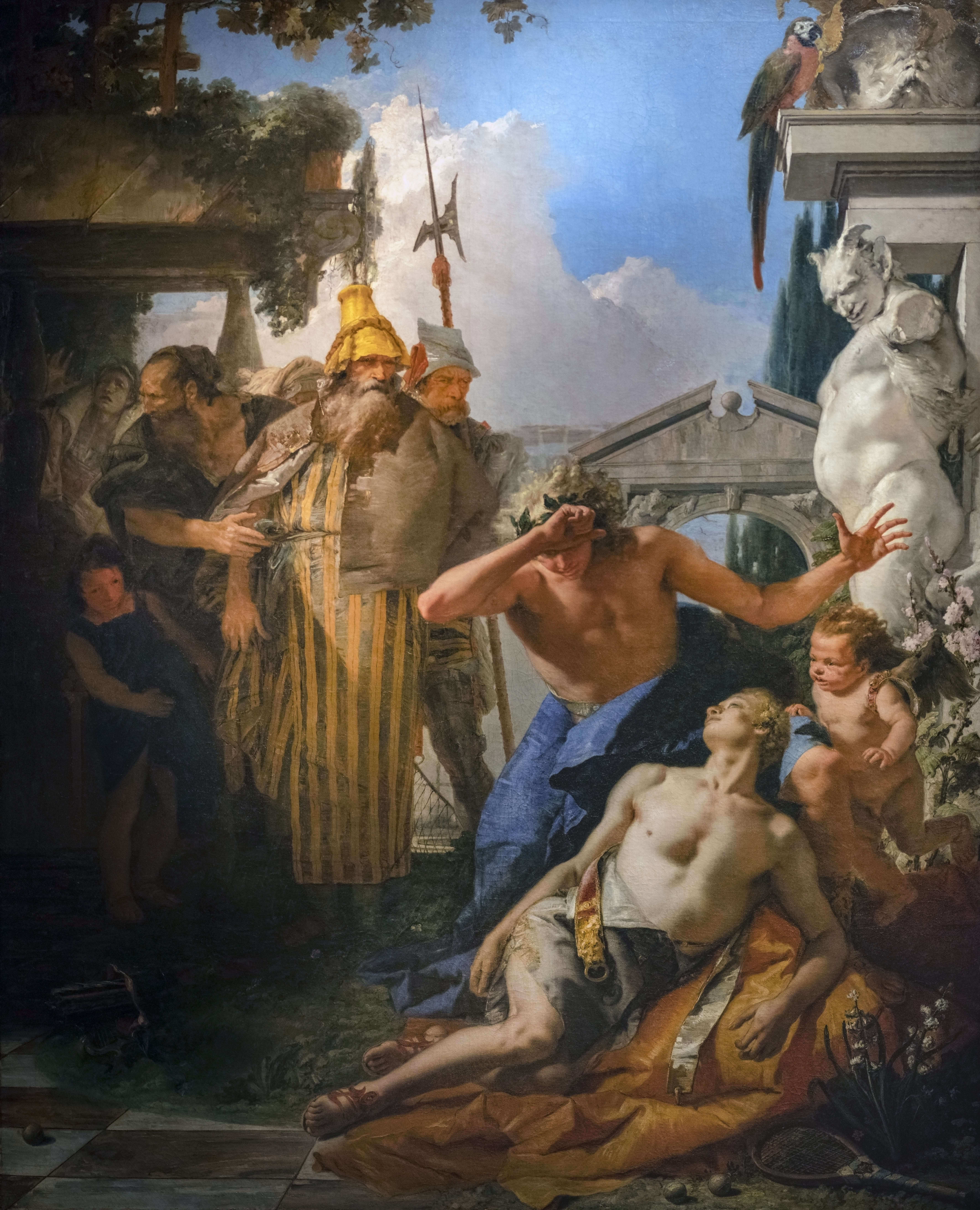
ティエポロの1752年から1753年頃の絵画『ヒュアキントスの死』。マドリード、ティッセン＝ボルネミッサ美術館所蔵。

ヒュアキントス（古希: Ὑάκινθος、古代ギリシア語ラテン翻字: Huákinthos、ラテン語: Hyacinthus、英語: Hyacinth）は、ギリシア神話に登場する美少年である。アポローンに愛されたとされ、死後にヒヤシンスになったことで知られている。ヒアキントス、ヒヤキントスとも表記される。

## 出自
ヒュアキントスはスパルタのアミュークライ市の生まれで、アミュクラース とラピテースの娘ディオメーデーの子であり、キュノルテース、アルガロス、オイバロスと兄弟。あるいはオイバロスの子。
また、別の説ではペラ王ピーエロス（他の王の説も）と、歴史のムーサであるクレイオーとの間に生まれたとされる。こちらの説によるとクレイオーはアプロディーテーが美少年アドーニスに恋しているのを咎めたために、アプロディーテーの怒りを買い、ピーエロスに恋をするように仕向けられたのだという。

## 神話
アポロドーロスによると、ヒュアキントスはアポローンが誤って投じた円盤に当たって命を落とした。いっぽう、オウディウスの『変身物語』では、アポローンと円盤投げの遊戯を行っていた際、ヒュアキントスはアポローンの投じた円盤を拾おうとして走って行ったが、大地に当たって跳ね返った円盤を頭部に受けて死んだという。アポローンは死を悼んでヒュアキントスを花に変え、またスパルタ人はヒュアキントスの死にちなんでヒュアキンティア祭を創始したと記述されている。ヒュアキンティア祭ではアポローンよりも先にヒュアキントスが英雄として祀られたという。
ヒュアキントスの頭部から流れる血から咲き始めた花はヒヤシンスとして知られている。ただし、この花は現在のアイリス、ラークスパー、若しくは、パンジーであるとも言われている。
一説には、西風の神ゼピュロスもヒュアキントスを愛していたが、ヒュアキントスはこれを拒絶した。ある日、アポローンとヒュアキントスが、仲睦まじく円盤投げの遊戯を行っている様子を見て、ゼピュロスは嫉妬に偏狂してしまい、アポローンの投げた円盤がヒュアキントスに当たる様に風を操った。このためヒュアキントスはアポローンの円盤を頭に受けて死んでしまったという。

## 起源
ヒュアキントスは元来、アミュークライにおいて信仰されていたギリシア先住民族の植物神であったと言われている。

## 後世への影響
このギリシア神話は、オウィディウス『変身物語』の題材となり、18世紀のオーストリアにおいて、ウィーン古典派の三巨匠の一人として活躍した作曲家ヴォルフガング・アマデウス・モーツァルトによるオペラ『アポロとヒュアキントゥス』の原作となった。